# Toerkuip

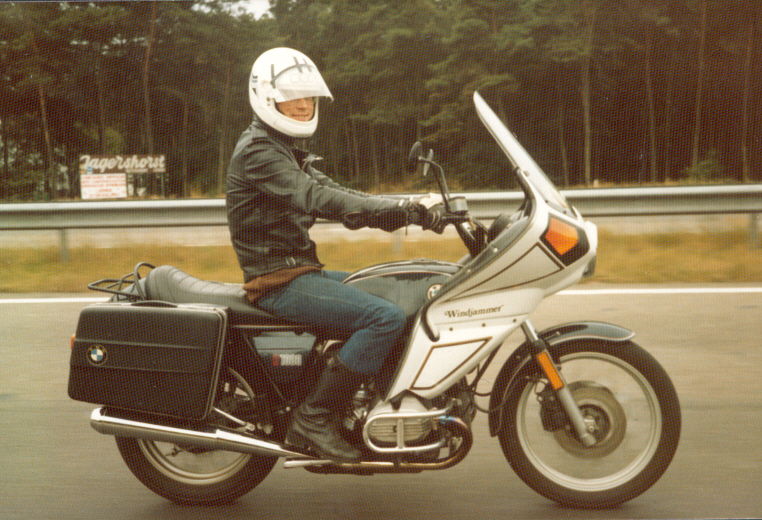
Voordat motorfabrikanten zelf toerkuipen gingen monteren kon men deze als aftermarket-accessoire kopen, zoals deze Vetter Windjammer

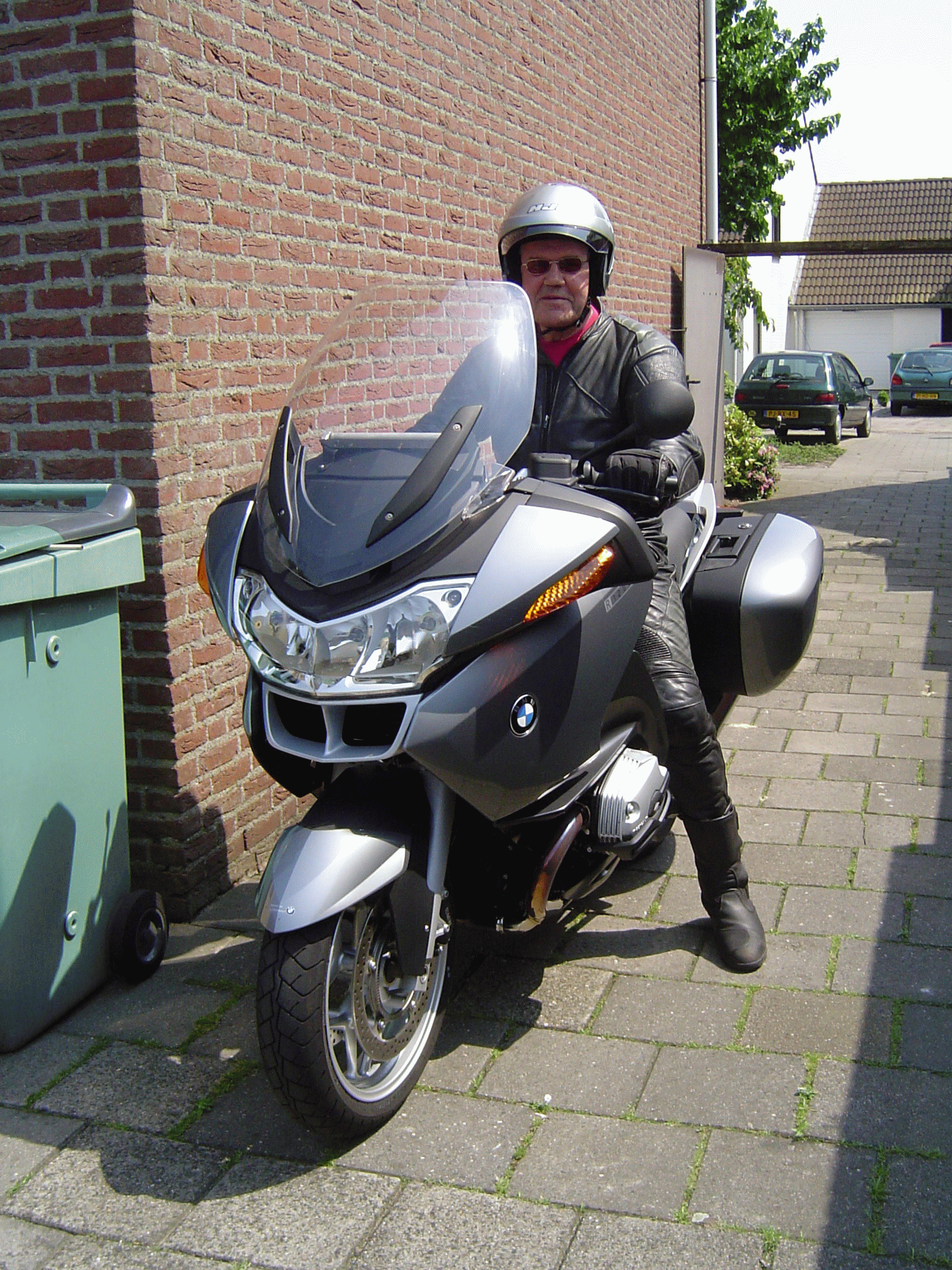
De BMW R 1200 RT is voorzien van een luxe toerkuip waarvan de ruit zelfs elektrisch in hoogte verstelbaar is.

Een toerkuip is een stroomlijnkuip voor motorfietsen die in de eerste plaats dient om de motorrijder te beschermen tegen regen en wind. Daarom zijn toerkuipen ook hoog en breed uitgevoerd. Daardoor bieden ze ook plaats aan diverse accessoires, zoals audio-apparatuur, intercoms, gps etc.